# Hedebølgen i Europa 2003
Hedebølgen i Europa 2003 var en hedebølge, hvor Europa oplevede den varmeste sommer siden i hvert fald 1540. Frankrig blev særligt hårdt ramt. Hedebølgen ledte til en sundhedskrise i flere landet, og kombineret med tørke, der skabte dårlig høst i dele af Sydeuropa. Det er estimeret, at hedebølgen resulterede i mere end 70.000 dødsfald.
Størstedelen af hedebølge ramte i juli og august, der delvist var et resultat af sæsonforskydning i Vesteuropa pga. Atlanterhavets varme vand kombineret med varm luft i Kontinentaleuropa og stærke vinde fra syd.